# Корсен
Корсен (фр. Corsaint) насеље је и општина у источном делу централне Француске у региону Бургоња, у департману Златна обала која припада префектури Монбар.
По подацима из 2011. године у општини је живело 149 становника, а густина насељености је износила 7,31 становника/km². Општина се простире на површини од 20,37 km². Налази се на средњој надморској висини од 320 метара (максималној 386 m, а минималној 219 m).

## Демографија
| 1962. | 1968. | 1975. | 1982. | 1990. | 1999. | 2011. |
| ----- | ----- | ----- | ----- | ----- | ----- | ----- |
| 101   | 147   | 134   | 148   | 117   | 128   | 149   |

График промене броја становника у току последњих година